# (4002) Shinagawa
(4002) Shinagawa (1950 JB) est un astéroïde situé dans la ceinture principale, découvert par l'astronome allemand Karl Wilhelm Reinmuth, le 14 mai 1950, à l'observatoire du Königstuhl.
Sa distance minimale d'intersection de l'orbite terrestre est de 1,424890 ua.